# Katolička Crkva u NDH
Iako je vrh Katoličke Crkve u Hrvatskoj nakon osnivanja NDH izrazio novim vlastima lojalnost i podršku, te zadovoljstvo zbog stvaranja hrvatske države, ubrzo su uslijedili i kritički istupi. Protiv politike kolektivne odmazde i proizvoljnih progona i ubijanja u NDH (vidi članak: Srbi u NDH) odlučno je verbalno prosvjedovao nadbiskup Alojzije Stepinac. Slično su postupali i drugi biskupi i svećenici. (Vidi također članak Stepinac i Židovi.) Nasuprot tome, osim Svetozara Rittiga, nijedan drugi velikodostojnik Katoličke Crkve nije aktivno sudjelovao u antifašističkoj borbi niti poticao svoje stado na sudjelovanje u aktivnoj antifašističkoj pobuni (koja je bila u tijeku) protiv vlasti NDH.

## Podrška stvaranju Nezavisne Države Hrvatske
Vrhovi Katoličke Crkve bili su nezadovoljni položajem Crkve u Kraljevini Jugoslaviji. Ustavna načela o ravnopravnosti vjera često su bila izigravana u korist Srpske pravoslavne Crkve. Beogradske vlasti su s velikim nepovjerenjem gledale osobito na Crkvu u Hrvatskoj. Katolički tisak otvoreno je iskazivao nezadovoljstvo postojećim položajem Crkve i sve se izrazitije vezivao uz hrvatski nacionalni pokret, a postupno izražavao i sve veću naklonost politici potpune hrvatske nezavisnosti.
Nakon proglašenja NDH Stepinac je posjetio Slavka Kvaternika, a ubrzo potom i dr. Antu Pavelića. Crkva je redovno kontaktirala s onima koji stvarno imaju vlast na određenom području radi svoje pastoralne misije i zaštite vjernika. Ipak, vrh Katoličke Crkve u Hrvatskoj pozdravio je pojavu nove države, kako to nepobitno proizlazi iz poslanice nadbiskupa Stepinca, objavljene potkraj travnja 1941. Obraćajući se tom poslanicom katoličkim svećenicima u NDH, Stepinac im je uputio poziv na »uzvišeni rad oko čuvanja i unapređenja« hrvatske države. U nastavku nadbiskup kaže: »Mi vjerujemo i očekujemo da će Crkva u uskrsloj Državi Hrvatskoj moći u punoj slobodi naviještati neoborive principe vječne Istine i Pravde.«
Od ostalih visokih crkvenih dostojanstvenika naglašenu podršku NDH i poglavniku iskazivao je sarajevski (vrhbosanski) nadbiskup dr. Ivan Šarić. U svom pozdravu Paveliću on je posebno istakao da je s osnutkom NDH Pavelić »donio slobodu i nezavisnost hrvatskom narodu Bosne i Hercegovine«. (Matković, str. 125-126) Kasnije je pisao da »nikada Katolička crkve nije bila toliko zaštićena i u svojim nastojanjima za širenje istine toliko zagarantirana« kao u doba NDH. (Zbornik "Ante Pavelić - 100 godina", Zagreb, 1995, str. 186)
U srpnju 1941, nakon prve konferencije katoličkih biskupa u NDH, delegacija na čelu sa Stepincem primljena je kod poglavnika. Stepinac je u pozdravnoj riječi izajvio da ga biskupi posjećuju »kao legitimni predstavnici Crkve Božje u NDH s obećanjem iskrene i lojalne suradnje za bolju budućnost naše domovine«. Takva je izjava kasnije bila protumačena kao otvorena podrška ustaškom režimu, premda je ona mogla značiti i samo iskazivanje korektnog odnosa Crkve prema novoj vlasti. (Matković, str. 126-127)
Crkva je imala dovoljno razloga da održava dobre odnose s novom državom, kao i obrnuto. Ustaški je vrh ulagao velike napore u dobivanje priznanja Vatikana, pa je Stepinac pomogao u uspostavi kontakata s papom Piom XII. Vatikan je međutim priznao NDH "de facto", ali ne i "de iure", jer je nastavio održavati vezu s izbjegličkom jugoslavenskom vladom u Londonu).

## Prosvjedi zbog progona i pogroma

### Prosvjedi nadbiskupa Stepinca
Dana 14. svibnja 1941. nadbiskup Alojzije Stepinac je poslao poglavniku Paveliću prosvjedno pismo: »Ovaj čas primio sam vijest, da su ustaše u Glini postrijeljali bez suda i istrage 260 Srba. Ja znam, da su Srbi počinili teških zločina u našoj domovini u ovih dvadeset godina vladanja. Ali smatram ipak svojom biskupskom dužnošću, da podignem svoj glas i kažem, da ovo po katoličkom moralu nije dozvoljeno, pa Vas molim, da poduzmete najhitnije mjere, na cijelom teritoriju Nezavisne Države Hrvatske, da se ne ubije nijedan Srbin, ako mu se ne dokaže krivnja radi koje je zaslužio smrt.« (Krišto 2, dokument br. 15, str. 39–40)
Vidi također neke citate u članku Stepinac i Židovi..
Povodom upućivanja "nearijevaca" u koncentracijske logore, Stepinac je 21. srpnja 1941. poslao poglavniku Paveliću dopis, koji je u historiografiji, publicistici i propagandi izazvao brojne kontroverze. Oni koji Stepinca osuđuju, navode ga kao dokaz licemjerja, s obzirom na to da samu ideju "sabirnih" logora ne dovodi u pitanje, te imajući u vidu masovne likvidacije koje su u to doba već u tijeku. No, moguće ga je shvatiti i kao dokaz istinske brige i pokušaja da se u danim okolnostima, gdje Crkva nema stvarnog utjecaja, barem malo ublaže ljudske patnje, uz laskanje onome tko ima vlast: »Pripominjem odmah, da sam uvjeren, da se ove pojave dešavaju bez Vašega znanja, a da će se jedva tko naći, koji će imati smjelosti, da Vas na njih upozori.«
»Čujem s više strana, da se tu i tamo nečovječno i okrutno postupa s nearijevcima prigodom deportiranja u sabirne logore, a i u samim tim logorima; što više, da od takva postupka nijesu izuzeta ni djeca, ni starci, ni bolesnici. Znadem, da među tima, koji se deportiraju, imade u novije vrijeme i katolika konvertita, pa mi je to više dužnost, da se za njih zauzmem. (…) odnosne mjere, koje se u tom smjeru provode, mogle bi se provoditi, a da postignu potpuni učinak, na humaniji i obzirniji način tako, da se u čovjeku zaista gleda čovjeka i sliku Božju. (…) Slobodan sam da spomenem i neke pojedinačne stvari u smjeru ublažavanja postupka: a) da se upućivanje u logore vrši na taj način, da im bude omogućeno da spreme najnužnije stvari, da mogu urediti svoje najhitnije obveze i prema obitelji i prema službi, b) da se otpremanje ne vrši u prenatrpanim plombiranim vagonima, naročito ne na udaljena mjesta, c) da se interniranima daje dovolja hrana, d) da se bolesnima omogući liječnička njega, e) da se dozvoli otpremanje najnužnije hrane i omogući dopisivanje s obitelji.« (Krišto 2, dokument br. 64,  str. 77–78)
Postoje svjedočenja da se razmišljalo o uhićenju Stepinca, pa čak i atentat na njega. Vidi Vlasti NDH protiv Kaptola i Stepinca.
Alojzije Stepinac je u poznatoj propovijedi od 31. listopada 1943.g. u Mariji Bistrici kazao sljedeće:
"Odgovorit ćemo konačno i onima, koji nas optužuju, da smo pristaše rasizma, jer kao što vidite, katolička Crkva je u nečijim glavama za sve kriva. Mi smo svoje stanovište prema rasizmu definirali otkad rasizam postoji, a ne možda danas. A to stanovište je kratko i jasno. Katolička Crkva ne pozna rasa koje gospoduju i rasa koje robuju. Katolička Crkva pozna samo rase i narode kao tvorevine Božje, a ako koga više cijeni, to je onaj koji ima plemenitije srce, a ne jaču pesnicu. Za nju je čovjek jednako Crnac iz centralne Afrike, kao i Europejac. Za nju je kralj u kraljevskoj palači jednako kao i zadnji siromah i Ciganin pod šatorom. Ona među njima ne pozna bitne razlike kao čovjeka. Jedan i drugi imaju neumrlu dušu, jedan i drugi su istog kraljevskog podrijetla, vukući svoju lozu od Boga Stvoritelja. To je rasna nauka Katoličke Crkve, a sve drugo su obične podmetanja, za koju vrijedi riječ: "u laži su kratke noge"! Katolička Crkva ne može priznati, da bilo koja rasa ili narod, zato što je brojčano jači ili bolje oboružan, smije počinjati nasilja nad brojčano slabijim ili manjim narodom."
Sljedeći dokument njemačkog SS-a pokazuje da su i oni pozorno pratili Stepinčeve propovijedi, a sama propovijed od 31. listopada 1943.g. je okarakterizirana kao: "oštri napad dr. Stepinca protiv režima"

### Prosvjedi drugih biskupa i svećenika
Prosvjedovali su i drugi biskupi i svećenici. Mostarsko-duvanjski biskup Alojzije Mišić (inače franjevac) uputio je pismo Stepincu 18. kolovoza 1941., u kojem spominje pojave nasilja i bezakonja. (Krišto 2, dokument br. 82, str. 92–93)
U kasnijem pismu od 7. studenoga 1941. još je oštriji: »Postavljeni za stožernike i logornike zloupotrebili su položaj, iskoristili nastrane instinkte masa, podržali slabe ljudske strane, da je strahota, što je iz toga proizašlo. Suprut lijeka nigdje… Ljude se hvatalo ko zvjerinje. Klalo, ubijalo, žive u ponor bacalo. Ženske, majke s djecom, odrasle djevojke, djecu mušku i žensku bacali su u jame.« Navodi da je na taj način pobijeno tisuće "šizmatika" (tj. pravoslavaca). »Došlo je napokon i raseljavanje masa u Srbiju. Jauk, plač, žalost – bježanje na sve strane, čak i Mussoliniju u Rim otišla deputacija. (…) Posljedica bila nova talijanska okupacija Hercegovine.  (…) Razumije se, razbježali se na sve strane stožernici, logornici i silnici, itd. Za silnike patila sirotinja.« (Krišto, 2, dokument br. 101, str. 108–109)
Za razliku od progona po nacionalnoj (Srbi, Romi) i vjerskoj osnovi, Katolička Crkva nikad nije organizirano ni pokušala pružiti zaštitu političkim protivnicima ustaškoga režima (npr. komunistima) niti pomoći u antifašističkoj borbi (dostavljanje hrane i pomoći borcima, pružanje zaštite, skrivanje i sl.). Stoga se može pretpostaviti da je Katolička Crkva bila protivnicom ustaškoga režima, ali ne i same Nezavisne Države Hrvatske.

### Otpor prisilnom prijelazu u katoličanstvo
(Napomena: Katolička Crkva ne koristi termin prekrštavanje, nego samo "prijelaz u katoličku vjeru" ili "konverzija", jer pravoslavci već jesu kršteni i Katolička ih crkva priznaje kao kršćane. Pogotovo ne pokrštavanje, jer pokrštavaju se pogani. O tome Krišto 3, str. 169)
NDH je odmah po uspostavi započela kampanju prisilnog prijelaza pravoslavnih u katoličku Crkvu. (Vidi članak Srbi u NDH.) S druge strane, mnogi Židovi tražili su spas od Holokausta u pokrštavanju (uglavnom uzalud, jer pogrom je provođen na rasnoj, a ne na vjerskoj osnovi, pa su pobijeni i ljudi koji su rođeni u kršćanskim obiteljima). Ovo je izazvalo ozbiljan institucionalni sukob s Rimokatoličkom crkvom.
Poglavnik Ante Pavelić je donio je 3. svibnja 1941. Zakonsku odredbu o prijelazu s jedne vjere na drugu, koja je bila usmjerena na sprječavanje takvih prelaza bez kontrole državnih organa. »Za valjanost prelaza potrebno je, da stranka, koja mijenja vjeru podnese pismenu prijavu upravnoj vlasti (…) i da dobije potvrdu o toj svojoj prijavi.« Također, uredba ukida sve dosadašnje zakonske propise o prijelazu s jedne vjere na drugu, a to znači i vjerske propise, što precizira i Uputa Ministarstva bogoštovlja i nastave od 27. svibnja 1941. (Krišto 2, dokument br. 32, str. 52). Suočeni s rasnim, nacionalnim i vjerskim progonima, mnogi su Židovi izrazili volju da se pokrste, a pravoslavci da prijeđu u Rimokatoličku Crkvu. To se pak, u slučaju pravoslavaca, na terenu obavljalo i prisilno. S druge strane, događalo se i to da pravoslavci prijete katoličkom svećeniku da ih što prije prevede u katoličku vjeru.

#### Crkva inzistira na svojim načelima o pristupu
Crkvi to stvara osobite i složene probleme. Ona ne želi odustati od svojih pravila za prijelaz na katoličku vjeru, i ne želi prihvatiti državno miješanje u crkvenu nadležnost. U tom je smislu tijekom 1941. i Sveta Stolica slala upute. U svibnju 1941. Nadbiskupska kancelariju u Zagrebu šalje svećenstvu okružnicu, u kojoj upozorava da u tome treba postupati strogo po načelima Katoličke Crkve. 
»Pristup u Katoličku Crkvu može se dopustiti samo onim osobama, za koje postoji osvjedočenje, da to žele učiniti iskreno i s uvjerenjem o istinitosti naše svete vjere i o njenoj potrebi za spas duše.« Treba odbijati one »koji bi u Crkvu htjeli ući bez ispravnih motiva tražeći u njoj samo zaštitu svojih materijalnih interesa i egoističkih ciljeva«. (Krišto 2, dokument 16, str. 40–41)
U praksi, župnicima u krajevima s većim brojem pravoslavnih bilo je nemoguće svakog posebno provjeravati i zahtijevati od biskupa dozvolu. Šibenski biskup dr. fra Jeronim Mileta u jednoj uputi od 13. lipnja 1941. ipak inzistira da tako treba činiti. 
»Katolička je Crkva osuđivala kad se je svojedobno u drugim prilikama provodio prozelitizam sa strane pravoslavaca na štetu katolika pa treba da je sada u sadašnjim prilikama dosljedna i da se drži svojih stalnih načela.« (Krišto 2, dokument br. 42, str. 59) »Veliki dio ovih pitaju ulazak u katoličku Crkvu jer natjerani silom ili strahom ne zastalno iz uvjerenja.« (Krišto 2, dokument br. 47, str. 63) Kasnije je Mileta u svojim uputama svećenicima donekle ublažio svoj stav, pa dozvolio da se primi i više prelaznika skupa, ali ne "in massa", te uz naknadnu obavijest biskupskom ordinarijatu. (Detaljno o tome: Krišto 3, str. 203–214)
Katolički biskupi opirali su se miješanju države u vjerska pitanja, te ustaškim pritiscima za nasilno pokatoličavanje pravoslavaca. (Detaljni prikaz u: Krišto 2001, str. 169-244.) Jure Krišto u svojim knjigama dokumentima dokazuje neopravdanosti zaključaka srpskih povjesničara, kao što je Vladimir Dedijer, da je »najviša crkvena vlast u takozvanoj NDH poduprla ustašku namjeru, da se terorom likvidira pravoslavlje u Hrvatskoj« (iz Dedijerove knjige Vatikan i Jasenovac. Dokumenti, Beograd: Rad, 1987). Ivan Gabelica sa svojim tezama blizak je Dedijeru što se tiče interpretacije činjenica, dakako s oprečnim vrednovanjem. Neki su svećenici sudjelovali u progonima, pa i pogromima, a hijerarhija Katoličke Crkve izražavala je oprezno zadovoljstvo mogućnošću da se mnogi "otpadnici" vrate u krilo Crkve, ali pritom je očuvala distancu i dignitet u situaciji kada nije bilo dobrog, nego samo manje loših rješenja.
Strategija ustaških vlasti glede vjerskih prijelaza razjašnjena je u povjerljivom dopisu Ministarstva pravosuđa i bogoštovlja katoličkim biskupskim ordinarijatima od 14. srpnja 1941. Prvo se konstatira, da se pravoslavnima ni u kojem slučaju neće dopustiti prelaz u Grkokatoličku Crkvu. Zatim se navodi: 
»Intencije su hrvatske Vlade, da se u katoličku crkvu ne primaju pravoslavni popovi, učitelji, zatim uopće inteligencija i napokon bogati sloj trggovaca, obrtnika i seljaka radi kasnijih eventualnih odredaba s obzirom na njih, da se ne bi izvrgavala neugodnostima vjera i ugled katolicizma.« Takve se osobe mogu primiti u katolicizam samo izuzetno, i uz dozvolu Ministarstva. »Niže i siromašno pravoslavno pučanstvo dopušteno je primati uz prethodnu pouku u katoličkim istinama.« (Krišto 2, dokument br. 61, str. 75)
Nadbiskupski ordinarijat Zagreb odgovara na taj dopis 16. srpnja. 
Uvodno konstatira: »Svatko razumije opravdanu brigu Nezavisne Države Hrvatske, da se zaštiti od onih elemenata, koji bi se eventualnim vjerozakonskim prelazom želili uvući u hrvatski narodni organizam te u istom eventualno destruktivno djelovati.« Nakon toga ljubazno ali odlučno odbija državno »presizanje u kompetenciju Crkve«. Iako uvažava potrebu za oprezom, Crkva načelne zabrane ne može prihvatiti. »Krist je naime zato došao na svijet, da spasi sve ljude da ih dovede do spoznaje istine. (…) Milost Božja djeluje nevidljivo u dušama ljudi, a tko može reći, da se mnogima baš pod teškim danima sadašnjice neće otvoriti oči za spoznaju istine. Svima dakle pravoslavnim inteligentima iu svakom slučaju zatvoriti put za polučenje istine ne samo da ne bi bilo oportuno nego bi bilo očito u protimbi s Božanskom misijom Crkve Kristove.« (Krišto, 2, dokument br. 62, str. 75–76)
U rezoluciji Hrvatske biskupske konferencije od 20. studenoga 1941. ponovljeno je ono, što Crkva od početka zastupa: »U Katoličku crkvu mogu se primiti samo oni, koji bez svake sile, potpuno slobodnom voljom prelaze iz unutarnjeg uvjerenja o istinitosti katoličke vjere i koji su u cjelosti udovoljili crkvenim propisima.« Biskupi su se odlučno usprotivili mješanju države u vjerske prijelaze. Spominju i osuđuju praksu da državni i ustaški dužnosnici imenuju "misionare" koji bi imali provoditi "konverzacije" grkoistočnjaka na katoličku vjeru. Zamjerali su i što se ruše pravoslavne crkve i osudili druga "zločinstva i ispade" koji se događaju.
Poruka završava apelom na poglavnika osobno, uz pretpostavku da su se pogromi dogodili bez njegovog znanja: »Nitko ne može poricati, da su se dogodila strašna nasilja i okrutnosti, jer ste vi, Poglavniče, sami javno osudili nasilja raznih nazovi-ustaša, štoviše dali ih i strijeljati zbog izvršenih zločina. Zaslužuje svako priznanje Vaša odlučnost, da u zemlji vlada pravda i red.« (Krišto 1998, knjiga II,str. 118) Većina povjesničara slaže se da su biskupi (i sam Stepinac, koji u svojim predstavkama često piše na sličan način) bili svjesni da se masovni progoni bez odobrenja samog Pavelića ne bi mogli događati, ali su kao politički realisti nastojali na njega utjecati, dajući mu mogućnost da odgovornost prebaci na niže razine (što se i dogodilo tijekom 1942, kada je politika prema Srbima ublažena i smijenjen Eugen Dido Kvaternik. Vidi članak Srbi u NDH).

#### Tajna uputa protivna službenoj politici?
U svojoj knjizi o Alojziju Stepincu Aleksa Benigar navodi, da je Stepinac već 1941. poslao svom svećenstvu potajne upute, koje su u proturječju s onim što je u službenim uputama bilo iznošeno. U tim uputama on upućuje svećenike da u ovom vremenu "ludila i divljaštva" postupaju suprotno javnim uputama i pravilima, po kojima treba detaljno provjeravati motive i znanje svakog tko želi prijeći u katoličanstvo: 
»Kada dođu k vama osobe židovske ili pravoslavne vjeroispovijesti, koje se nalaze u smrtnoj opasnosti, pa zažele konvertirati na katolicizam, primite ih, da spasite ljudske živote. Ne zahtijevajte od njih nikakvo specijalno vjersko znanje, jer pravoslavni su kršćani kao i mi, a židovska je vjera ona, iz koje kršćanstvo vuče svoje korijene. Uloga je i zadaća kršćana u prvom redu spasiti ljude. Kada prođe ovo vrijeme ludila i divljaštva, ostat će u našoj Crkvi oni, koji budu konvertirali zbog uvjerenja, dok će se ostali, kada opasnost prijeđe, vratiti u svoje.« (Benigar, str. 395)
Benigar ne navodi točan datum te upute. Jure Krišto prenosi od Benigara bez komentara (Krišto 3, str. 189), ali u svojoj knjizi dokumenata o odnosima Katoličke crkve i NDH (Krišto 2) taj dokument ne navodi, jer mu original nije poznat. Tu uputu spominje i Matković, str.127-128. (Također su i neki su Židovi izražavali spremnost da se pokrste kako bi izbjegli smrt. To nije pomagalo, osim kod pojedinaca koji su nekom posebnom vezom zadobili milost, jer holokaust je provođen na rasnoj, a ne vjerskoj osnovi. Vidi članak Holokaust u NDH.)
Ova uputa je u izričitom sukobu s javnom crkvenom politikom, iznesenom u nizu dokumenta. Državno tajništvo Vatikana protumačilo katoličku praksu glede pristupanja Katoličkoj Crkvi u dopisu od 25. siječnja 1942., upućenom Jugoslavenskom poslanstvu pri Svetoj Stolici. U dopisu se se odgovara na primjedbu emigranske jugoslavenske vlade o prisilnom prijelazu pravoslavnih u katoličanstvo. Zbog činjenice, da je Hrvatski katolički episkopat osnovao Odbor za pitanje prijelaza (na svojoj plenarnoj sjednici 17. – 19. studenoga 1941.), izgledalo je, da Katolička Crkva u prisili sudjeluje. Jugoslavensko poslanstvo poslalo je dopis 14. siječnja 1942., u kojem poziva »da se spasi život i zaštiti savjest tih nesretnika« (pri tome, diplomatski, ne optužuje Katoličku Crkvu da je sudjelovala u prisili, koju provode vlasti NDH). Krišto komentira da »jugoslavenski diplomat ohrabruje crkvenu hijerarhiju u Hrvatskoj i drugdje da spašava progonjene pravoslavce, ali da to čini skrovito. (…) jugoslavenski predstavnik, čini se,  moli da se pravoslavci prime u Katoličku crkvu te tako spase.« (Krišto, 3, str. 239) Dakle upravo ono, što je po Benigaru Stepinac na svoju ruku već učinio.
Vatikan odgovara:»Prema načelima katoličkog učenja obraćenje mora biti plod ne vanjske sile, nego unutarnjeg osvjedočenja o istinama koje naučava Katolička Crkva. (…) Činjenica da najedanput velik broj hrvatskih otpadnika traži da bude primljen u krilo Katoličke crkve, nužno živo zaokuplja Hrvatski episkopat, koji je po naravi stvari pozvan braniti i štititi katoličke probitke u Hrvatskoj. Daleko od toga da službeno zauzme stajalište o tome, bilo izričito bilo implicitno, episkopat je smatrao svojom dužnošću izričito podsjetiti onoga, na koga to spada, da se povratak odpadnika ima obaviti potpuno slobodno i da u isto vrijeme potvrdi da je isključivo crkveni autoritet nadležan davati naredbe i upute o obraćenjima. Ako je odmah bio uspostavljen biskupski odbor s mandatom da raspravlja i odlučuje sve što se tiče te stvari, to je učinjeno baš zbog toga da se osigura kako bi prijelazi bili, u skladu s načelima katoličkog učenja, plod uvjerenja, a a ne prisile. Sveta Stolica sa svoje strane nije zanemarila preporučiti i inzsistirati na točnom pridržavanju kanonskih propisa i uputa izdanih o tom predmetu.« (Hrvatski prijevod u Krišto, 2, dokument br. 119, str. 145. Original na francuskom u Krišto, 3, str. 239)
Krišto komentira da je Sveta stolica ovime »zapravo dala do znanje (…) da Crkva ne želi raditi skrovito na spašavanju ljudi, osim to prilike ne zahtijevaju.« (Krišto 3, str. 240) Po tome slijedi da je status dokumenta kojeg Benigar navodi upitan.

## Dio nižeg klera podržava ustaše
Dio nižeg klera postupao je suprotno ponašanju nadbiskupa Stepinca i većine biskupa, te je davao aktivnu podršku NDH i sudjelovao u ustaškom pokretu. Vidi npr. članak Ivan Guberina.
»No bez obzira na stav visokih crkvenih dostojanstvenika i njihovih službenih kontakata s nositeljima vlasti, mnogi svećenici (iz redova višeg i nižeg klera) zdušno su podržali tu vlast ili su se barem mirili s ustaškom politikom. I neke katoličke organizacije (Križari, Domagoj) iskazivale su podršku novoj vlasti, pa nije bio rijedak slučaj da su upravo neki njihovi članovi bili prvi predvodnici ustaških organizacija. (Tako je npr. predsjednik Velikog križarskog bratstva dr. Feliks Niedzielsky postao zapovjednik Ustaške mladeži.) A pojedini katolički vjersko-odgojni zavodi i škole uključili su se upoltičko usmjeravanje omladine u NDH u ustaškom duhu.« (Matković, str. 127)

## Vanjske poveznice
- Sveta Stolica, Nezavisna Država Hrvatska i Katolička crkva u Hrvatskoj 1941-1945, Stjepan Razum